# The Black Keys
The Black Keys – rockowo-bluesowy duet z Akron w stanie Ohio, w którego skład wchodzą Dan Auerbach (gitara i wokal) i Patrick Carney (perkusja). Zespół powstał w 2001 roku. Do października 2011 duetowi udało się sprzedać ponad 2 miliony płyt w samych Stanach Zjednoczonych.
Współpraca The Black Keys z Ike Turnerem jako producentem płyty Attack & Release została przerwana przez śmierć Turnera w grudniu 2007 roku. Ich album zatytułowany Brothers, ukazał się 18 maja 2010 roku.
Premiera płyty, zatytułowanej El Camino, odbyła się 6 grudnia 2011. Album zawierający jedenaście nowych piosenek został wyprodukowany przez Black Keys oraz Danger Mouse. Pierwszy singiel z El Camino – Lonely Boy został opublikowany 26 października 2011.

## Dyskografia
- The Big Come Up (2002)
- Thickfreakness (2003)
- The Moan (2004) EP
- Rubber Factory (2004)
- Chulahoma: The Songs of Junior Kimbrough (2006) EP
- Live in Austin, TX (2006) Oficjalny bootleg
- Magic Potion (2006)
- Attack & Release (2008)
- Brothers (2010)
- El Camino (2011)
- Turn Blue (2014)
- Let's Rock (2019)[2]
- Delta Kream (2021)[3]
- Dropout Boogie (2022)
- Ohio Players (2024)[4]